# Jason Parker
Jason Parker, född den 13 maj 1975 i Yorkton, Kanada, är en kanadensisk skridskoåkare.
Han tog OS-silver i herrarnas lagtempo i samband med de olympiska skridskotävlingarna 2006 i Turin.